# Davorin Ravljen
Davorin Ravljen (rojen Martin Ravljen), slovenski pisatelj, novinar, urednik in prevajalec, * 7. november 1898, Šoštanj, † 26. junij 1965, Ljubljana.
Davorin Ravljen se je rodil v družini obrtnikov (klobučarjev) in posestnikov očetu Jožefu in materi Mariji (rojena Sodič).
Ravljen je leta 1916 maturiral na celjski gimnaziji, kjer je kot član literarnega kluba celjskih gimnazijcev Kondor pod mentorstvom Rudolfa Maistra objavljal v listu Savinja prve pesmi. Po maturi je zadnja leta 1. svetovne vojne preživel kot avstro-ogrski vojak v zaledju.
Po koncu vojne je v Zagrebu začel študirati pravo. Zaradi denarne stiske je leta 1922 študij opustil in se vrnil v Ljubljano.
Zaposlil se je kot novinar in urednik pri časopisu Jutro (1922-1945), Slovenski poročevalec (1945-1948) in tedniku Tovariš (1948-1954).
Večino svojega časnikarskega delovanja je posvetil kulturnim temam. V Jutru je predstavil številne najvidnejše slovenske umetnike. Tudi za Slovenski poročevalec in Tovariš je pokrival predvsem kulturo.
Prvo prozno delo, povest, Tulipan je objavil leta 1932. Reportažno knjigo spominov s poti od Sušaka do Krfa z naslovom Pot k mrtvim bataljonom (1935) in kroniko življenja v zaledju fronte Črna vojna (1938) so mu narekovale izkušnje iz 1. svetovne vojne. Napisal je še Zgodbe brez groze (1937) v katerih pripoveduje zabavne anekdote in mladinsko povest iz koroških krajev Šimej iz Roža v kateri izraža bolečino zaradi izgube Koroške. Vrh Ravljenovega ustvarjanja pa predstavlja povest Mrtvi ognjenik (1944) v kateri opisuje kiparja razpetega med pristno planinsko pokrajino in pokvarjeno mestno okolico na pragu 2. svetovne vojne.
Zadnjih dvajset let življenja je posvetil predvsem prevajanju leposlovnih del iz nemščine, ruščine, srbščine, hrvaščine in makedonščine.
Davorin Ravljen se je 18. septembra 1926 v Celju poročil z Jelko Ravljen, rojeno Koderman, iz Starš, kjer je bil njen oče Janko Koderman učitelj, mama Marija pa sestra sadjarja in agronoma Jožefa Lešnika.